# Трёхполосая квакша
Трёхполосая квакша (лат. Pseudacris triseriata) — вид бесхвостых земноводных из семейства квакш. Имеет небольшие размеры. Видовое название дано по наличию на спине трёх тёмных полос. Распространена в Северной Америке в США и Канаде. Питаются различными мелкими беспозвоночными. Нерестятся в мелких заросших водоёмах.

## Таксономия
Впервые описана немецким натуралистом Максимилианом Вид-Нойвидом в первом томе его работы Reise in das Innere Nord-Amerika in den Jahren 1832 bis 1834, опубликованном в 1838 году, под названием Hyla triseriata. Видовой эпитет образован от лат. tri — три и seriata — полосатая, отсылая к наличию трёх полос на спине. В настоящее время вид относят к роду болотных квакш (Pseudacris), внутри которого она входит в одну кладу с видами P. brachyphona, P. brimleyi, P. clarkii, P. feriarum, P. fouquettei, P. kalmi, P. maculata и P. nigrita. В центральном Кентукки  может образовывать гибриды с P. brachyphona. В лабораторных условиях было показано, что гибриды с самцами P. crucifer развиваются до стадии головастика, в то время как гибридизация с самками как правило не удавалась из-за неспособности сперматозоидов трёхполосой квакши оплодотворить яйцеклетку P. crucifer.

## Внешний вид
Квакша небольших размеров со стройным телосложением. Длина тела может достигать 39 мм, но как правило лежит в пределах 10—37 мм. Самки немного крупнее самцов. Голова заострённая при взгляде сверху. Пальцы практически без перепонок, на конце немного расширены. Основной фон тела серый, светло-коричневый, зеленовато-коричневый или оливковый, иногда красно-коричневый или красноватый. По спине проходят три широкие параллельные тёмные полосы, которые у некоторых особей могут быть разделены на отдельные пятна или вовсе отсутствовать. Ещё одна тёмная полоса тянется по боковой стороне тела от конца морды через глаз до паха. Губы белые. Между глаз на верхней стороне головы имеется треугольное пятно. Верх конечностей с тёмными полосами и пятнами. Брюхо кремовое, иногда с тёмными крапинами.

## Ареал
Распространена в Соединённых Штатах Америки и Канаде от запада штата Нью-Йорк (Эссекс и прилежащие округа), запада Пенсильвании (в районе Аллеганского плато), и северной оконечности Западной Виргинии через крайний юг Онтарио, Огайо, Мичиган и большую часть Индианы до южного Иллинойса, западного Кентукки и крайнего севера Теннесси. Известна на острове Келли на юго-западе озера Эри и на острове Уолпол на озере Сент-Клэр.

## Экология
Взрослые квакши обитают во влажных широколиственных лесах, перемежающимися злаковыми лугами и мелкими водно-болотными угодьями. Вне брачного сезона они ведут наземный образ жизни, но держаться недалеко от водоёмов, обычно не более чем в 100 м от них. Являются скрытными, передвигаясь в лесной подстилке, преимущественно по ночам. Активны в тёплое время года. На зимовку уходят при наступлении холодов, перемещаясь в щели в земле, норы животных или пустоты ниже линии замерзания, а также в муравейники и норы раков. Может переносить понижение температуры до −1,2°C…−1,6°C. Питаются различными мелкими беспозвоночными, в том числе гусеницами, пауками, мелкими двукрылыми, долгоносиками и другими жуками, муравьями, сверчками, мокрицами, слизнями и улитками. Сеголетки поедают ногохвосток, муравьёв, личинок мух, клещей и мелких насекомых.

## Размножение и развитие
По сравнению с другими земноводными, обитающими совместно, трёхполосая квакша размножается рано, в конце зимы и весной. В разных частях ареала брачный сезон длиться с конца февраля до позднего апреля или начала мая (в Иллинойсе и Индиане), или с марта по апрель (Мичиган) или май (Огайо). Для нереста используют временные и постоянные неглубокие заросшие водоёмы, предпочитая безрыбные. Самцы и самки заходят в нерестовые водоёмы примерно в одно время. В брачный период самцы издают громкие крики, прячась в пучках растительности или у береговой линии, редко в открытой воде. Крики слышны днём и в тёплые ночи, как правило при температуре выше 10°C. При этом при похолодании самцы не возвращаются на сушу, а погружаются под воду, ожидая потепления. Брачный крики напоминает звуки, издаваемые зубцами гребня, по которому провели пальцем, и состоят из 8—12 щелчков В отличие от других видов бесхвостых земноводных, во время размножения трёхполосые квакши продолжают питаться.
Амплексус подмышечный. Икру прикрепляют к погружённой растительности и веточкам на глубине 15—45 см. Яйца сверху тёмно-коричневые или чёрные, снизу белые. Яйцо имеет диаметр около 1 мм и окружено студенистой оболочкой диаметром 4—7 мм. Кладки неплотные, могут насчитывать до нескольких сотен икринок, но обычно их количество лежит в пределах 25—75. Самки обычно покидают водоёмы через день или два после откладки икры. Эмбриональное развитие занимает от 8—13 дней в тёплом климате до 15—27 в холодном.

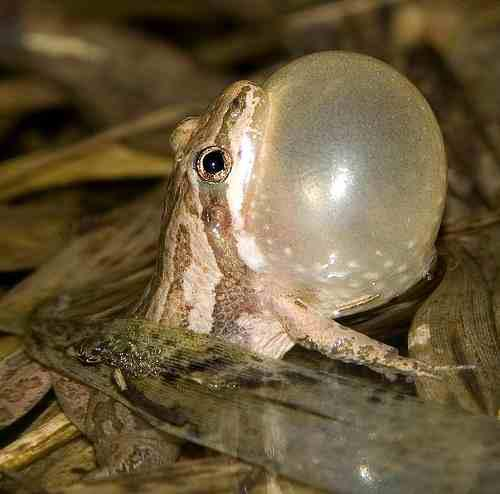
Кричащий самец
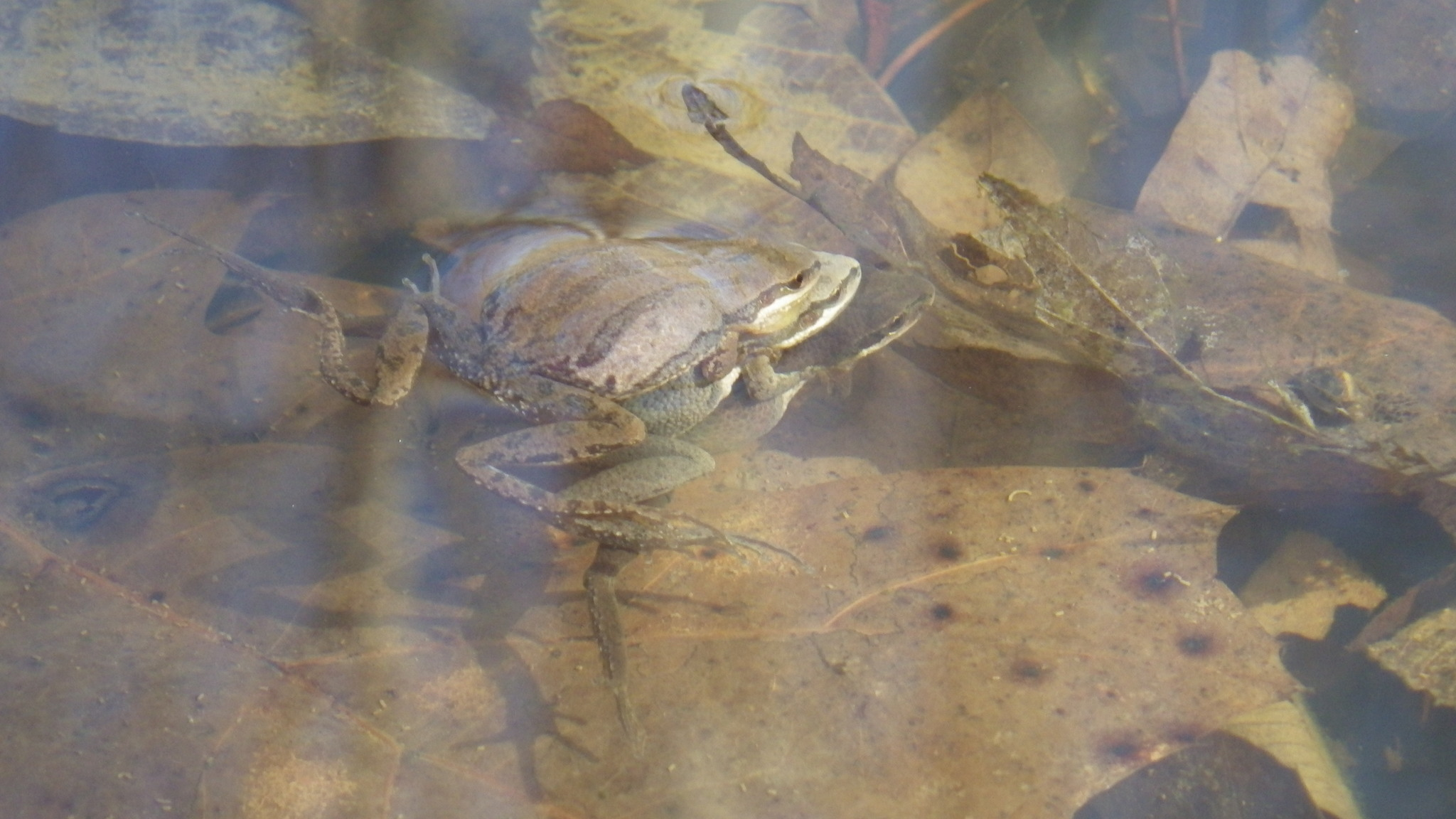
Амплексус
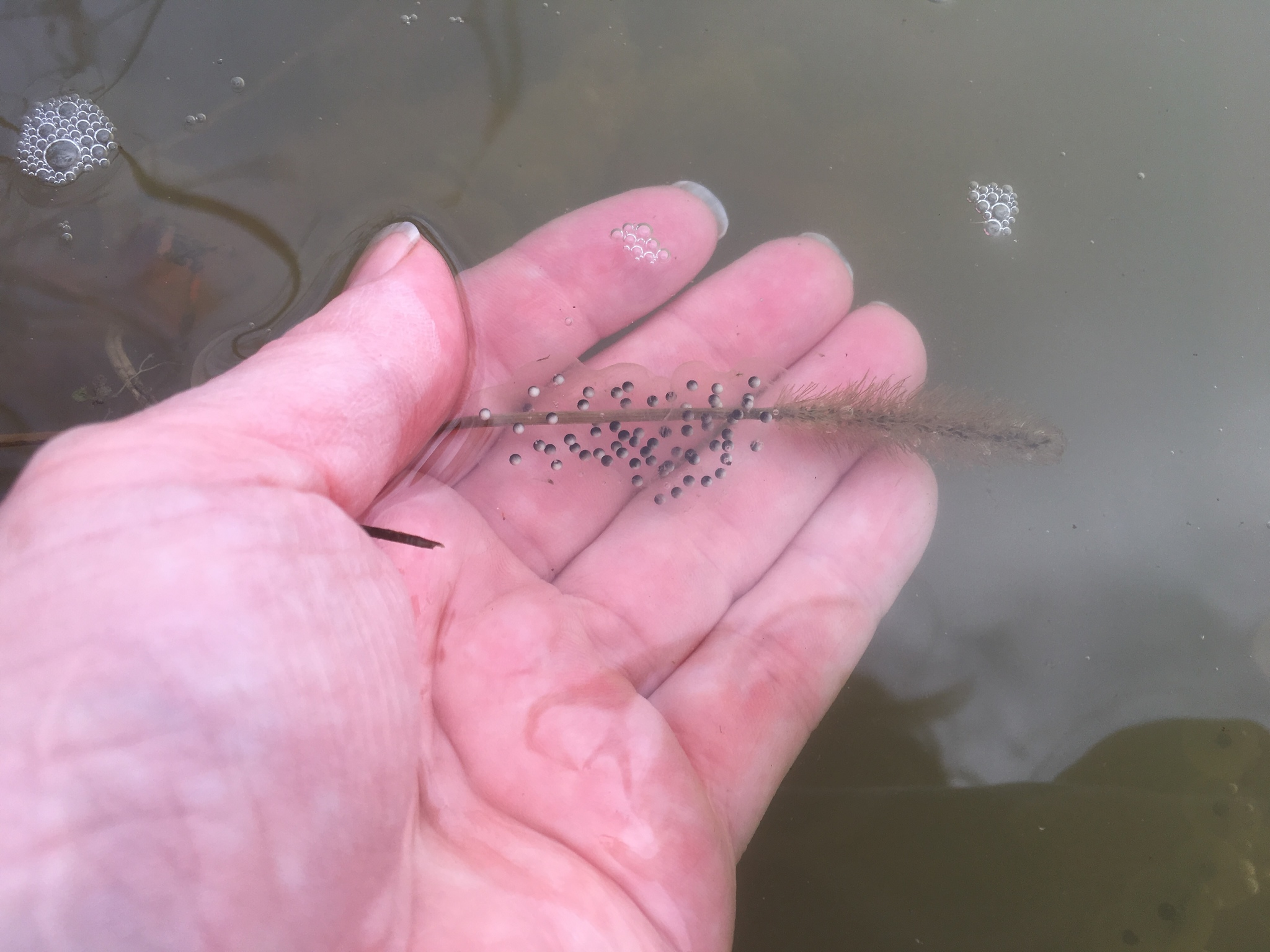
Икра

Головастики держаться на глубине 11—20 см среди редких погружённых растений, избегая как мелких, так глубоких участков. Питаются различными водорослями. Длительность личиночного развития зависит от температуры. В Индиане оно занимает 50—55 дней. По его окончанию головастики проходят метаморфоз, во время которого перестают питаться. При этом головастики из одной кладки проходят метаморфоз примерно в одно время. К началу первой зимы сеголетки достигают длины тела от конца морды до конца уростиля около 22 мм. Скорость роста в среднем составляет 3—4 мм в месяц. Половой зрелости предположительно достигают в первую весну после зимовки. Продолжительность жизни до 5 лет.

## Враги и паразиты
Трёхполосыми квакшами могут питаться подвязочные змеи, северный американский уж, цапли, граклы, еноты, американская норка, скунсы и крупные лягушки. Головастиков могут поедать личинки саламандр, раки, рыбы, черепахи и водные насекомые, такие как водяные скорпионы, плавунцы и стрекозы.
Среди паразитов отмечены простейшее Opalina obtrigonoidea, трематоды (Brachycoelium salamandrae и Glypthelmins quieta) и нематоды (Cosmocercoides dukae, Cosmocercoides variabilis, Oswaldocruzia leidyi, Oswaldocruzia pipiens и представитель рода Aplectana).

## Природоохранный статус
Международный союз охраны природы отнёс вид к категории вызывающих наименьшие опасения в связи с широким распространением, толерантностью к изменению среды обитания и предположительно высокой численностью. По данным NatureServe, вид не находится под угрозой в Мичигане и Кентукки, вероятно, в безопасности в Онтарио и Индиане, в опасности в Нью-Йорке и в критической опасности в Пенсильвании.